# Hants—Kings
Hants—Kings fut une circonscription électorale fédérale de Nouvelle-Écosse. La circonscription fut représentée de 1925 à 1935.
La circonscription a été créée en 1924 à partir de Hants et de Kings. Abolie en 1933, la circonscription fut redistribuée parmi Colchester—Hants et Digby—Annapolis—Kings.

## Géographie
En 1924, la circonscription de Hants—Kings comprenait:
- Le comté de Hants
- Le comté de Kings

## Députés
1. 1925-1926 — Arthur de Witt Foster, Conservateur
2. 1926-1935 — James Lorimer Ilsley, Libéral